# Ночера Инфериоре
Ночѐра Инферио̀ре (на италиански: Nocera Inferiore; на неаполитански: Nucera 'nferiore, Нучера Ънфериоре) е град и община в Южна Италия, провинция Салерно, регион Кампания. Разположен е на 43 m надморска височина. Населението на общината е 45 580 души (към 2012 г.).